# Koror (oraș)
Koror este cel mai mare oraș din Palau și fosta capitală a acestei țări înainte ca guvernul să se mute la Ngerulmud în statul Melekeok pe 7 octombrie 2006. Avea 9.018 locuitori la recensământul din 1990 și 8.744, conform unei estimări din 2013. Situat pe insula Koror, este și cel mai mare oraș și capitală a statului Koror.

## Geografie
Centrul orașului Koror este situat pe coasta de nord a insulei Koror, dar orașul s-a răspândit treptat în restul insulei. Formează o aglomerare cu celelalte orașe situate pe cele trei insule vecine, la care se poate ajunge datorită podurilor.

## Istorie
Între sfârșitul tutelei americane din 1994 și mutarea guvernului la Ngerulmud în statul Melekeok la 7 octombrie 2006, Koror era capitala republicii Palau.

## Economie
Serviciile administrative, care sunt realizate de o mare parte din populația activă a orașului, s-au extins pe insula vecină Babeldaob, situată în nord. Turismul este în plină dezvoltare (în Koror se găsește muzeul național); dar mulți insulari își desfășoară în continuare o activitate legată de mare, precum pescuitul, conservele de ton, navigația etc.

## Orașe înfrățite
- Davao, Filipine
- Manado, Indonezia